# Hervé Niquet

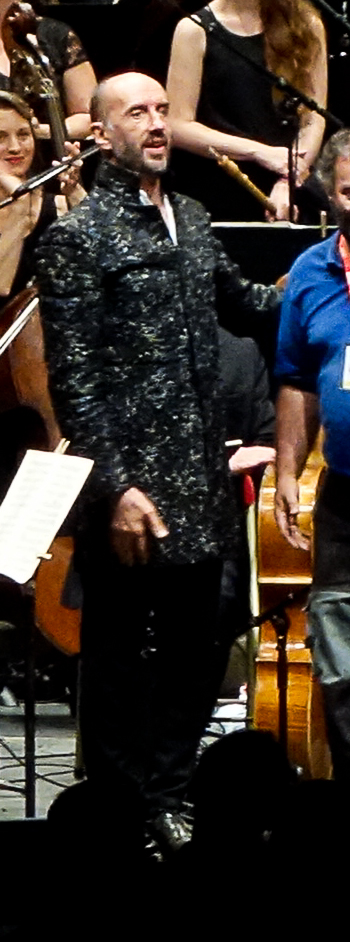
Hervé Niquet als Dirigent auf dem Festival Berlioz 2017

Hervé Niquet (* 28. Oktober 1957 in Abbeville) ist ein französischer Dirigent und Cembalist.

## Leben
Neben Cembalo und Orgel studierte Hervé Niquet Komposition, Chorleitung und Schauspiel. Er wandte sich früh der Chor- und Orchesterleitung zu. 1980 wurde er als Chorleiter an die Pariser Oper berufen. Zwischenzeitlich sang er als Tenor im Ensemble „Les Arts Florissants“ unter William Christie.
1987 gründete er das Ensemble „Le Concert Spirituel“, benannt nach der gleichnamigen Institution, die im 18. Jahrhundert das Pariser Musikleben prägte. Während sich Niquet anfänglich der Wiederentdeckung der französischen „Grands motets“ widmete, versuchte er später vermehrt, teils vergessene Werke französischer Komponisten, wie André Campra, Jean Gilles, Joseph Bodin de Boismortier, Marc-Antoine Charpentier, Joseph Michel, François d’Agincour, Jean-Paul-Égide Martini oder Paolo Lorenzani, im Sinne der historischen Aufführungspraxis aufzuführen und einzuspielen.
2002 gründete Niquet das im kanadischen Montréal beheimatete Barockorchester „La Nouvelle Sinfonie“, 2005 übernahm er die künstlerische Leitung der „Beethoven Academie Antwerpen“ und 2013 die künstlerische Leitung des Festival de Saint-Riquier.